# Palesztina (régió)
Palesztina (görögül: Παλαιστίνη, Palaistinē; latinul: Palaestina; héberül: ארץ־ישראל, Eretẓ Yisra'el, korábban ארץ–כנען, Eretẓ Kena'an vagy פלשׂתינה, Palestina; arabul: فلسطين Filasṭīn, Falasṭīn, Filisṭīn) földrajzi régió Nyugat-Ázsiában. Gyakran használták egy közel-keleti régió megjelölésére, amelynek nincsenek pontos, egyértelmű határai. Az Ótestamentumban annak a földnek neve, amelyről azt állítják, hogy a száműzetés előtti héberek öröksége.
Határai nyugaton a Földközi-tenger, keleten időnként az Arab-sivatag nyugati széléig nyúlt. A mai felfogás alapján olyan régióként határozzák meg, amelyet keleten a Jordán folyó, északon a mai Izrael és Libanon határa, nyugaton a Földközi-tenger, míg délen, a legdélibb nyúlványa eléri az Akabai-öblöt.
A történelem során a szövegkörnyezettől függően más néven Kánaán, Ígéret Földje, Izrael földje vagy Szentföld is volt. A terület a judaizmus és a kereszténység szülőhelye.

## Etimológia
A Palesztina szó a Filisztea szóból ered, amely az ókori görög írók elnevezése volt a térség filiszteusok által lakott földjére. A rómaiak a 2. században elevenítették fel a „Syria Palaestina”  (Szíria-Palaesztina) provincia neveként, amely a Szíriától délre eső provinciát jelölte és amelynek székhelye Caesarea Maritima volt. A név innen jutott el az arab nyelvbe, ahol a régió leírására használták.

## Történet

### Ókor
Az első, Palesztina névre utaló írásos emlékek I. e. 12. századi egyiptomi dinasztia idején jelentek meg, amely a Peleset kifejezést használta a szomszédos népre vagy földre. Az I. e. 8. században az asszírok Palashtuként vagy Pilistuként emlegették a vidéket. 
A terület stratégiai jelentősége óriási: rajta haladtak át a főbb utak Egyiptom és Szíria között.
A hellenisztikus időszakban ezek a nevek átkerültek a görög nyelvbe, és Hérodotosz történeteiben Palaisztinként szerepeltek. 
A bronzkorban a kánaániak lakták, a vaskorszakban megalakult az Egységes Izraeli Királyság, majd később két részre osztódott izraeli és júdai két rokon királyságra, ahol izraeli törzsek laktak. 
Közben három másik nép is letelepedett: az edomiták délen, a moábiták a Holt-tengertől keletre és az ammoniták a mai Szír-sivatag szélén. Ezek a népek már az izraelita invázió előtt elkezdtek letelepedni, és a héber Biblia időszakának végéig többistenhívők maradtak.
Később különféle birodalmak uralma alá került a terület, köztük az Újasszír Birodalom, az Újbabiloni Birodalom és az Óperzsa Birodalom. A régió zsidóinak a hellenisztikus uralom elleni lázadásai a regionális függetlenség rövid időszakát hozták el a Hasmoneus-dinasztia alatt, amely a Római Birodalomba való fokozatos beolvadással ért véget. 
6-ban a Római Birodalom tartományt hozott létre a terület felett Júdea néven, majd 132-ben a zsidó Bar Kohba-felkelés leverése után Szíria-Palaesztina névre változtatták. 390-ben a bizánci időszakban a területet három tartományra osztották, Palaestina I, Palaestina II és Palaestina Salutaris. 

### Középkor
630-ban a muszlimok elhódították a területet Bizánctól és Jund Filastin néven katonai körzetet hoztak létre. 
A 7. században Palesztinát meghódította a Rashidun kalifátus, ezzel véget ért a bizánci uralom a régióban. Rashidunok uralmát az Omajjád Kalifátus, az Abbászida Kalifátus és a Fátimida Kalifátus követte. 
A keresztes hadjáratok során létrejött Jeruzsálemi Királyság összeomlása után Palesztina lakossága túlnyomórészt muszlim lett. 
A 13. században a Mamlúk Birodalom, majd 1516 után az Oszmán Birodalom része lett.

### Modern kor
Az első világháború alatt az Egyesült Királyság a törökök elleni offenzívájuk részekén elfoglalták a területet. 1919 és 1922 között a területet a Nemzetek Szövetsége igazgatta, majd létrehozta a Palesztin Mandátumterületet, amelyet brit irányítás alá helyezett. 
A britek a II. világháború után nem tudták rendezni a zsidók és arabok közti konfliktust, ezért bejelentették a Brit Palesztin Mandátumterület megszűnését, és a terület rendezését az ENSZ-re bízták. Az ENSZ-ben a tagállamok a „kétállamos megoldást” szavazták meg. 1948-ban Izrael kikiáltotta függetlenségét, majd rögtön a környező arab államok megtámadták, ezzel kirobbantva az első arab–izraeli háborút. A háború azzal zárult, hogy a területet három részre osztották, Izraelre, Egyiptom Gáza területét, míg Jordánia Ciszjordánia területét szállta meg. 1967-ben kitör a Hatnapos háború, amiben Izrael megszerzi Egyiptomtól Gázát és a Sínai-félszigetet, Jordániától Ciszjordániát és Szíriától a Golán-fennsíkot.